# Jordan Teze
Jordan Teze (sinh ngày 30 tháng 9 năm 1999) là một cầu thủ bóng đá người Hà Lan thi đấu ở vị trí hậu vệ phải cho câu lạc bộ Monaco tại Ligue 1.

## Sự nghiệp quốc tế
Anh đại diện Hà Lan thi đấu tại Giải vô địch bóng đá U-17 châu Âu 2016 và Giải vô địch bóng đá U-21 châu Âu 2021, cả hai giải đấu Hà Lan đều lọt vào bán kết.

## Cuộc sống cá nhân
Sinh ra ở Hà Lan, nhưng Teze là người gốc Congo.

## Danh hiệu
PSV Eindhoven
- Johan Cruyff Shield: 2021[5]